# Дегунинская улица
Дегу́нинская улица (название утверждено 27 января 1967 года) — улица в районе Западное Дегунино Северного административного округа Москвы.

## Происхождение названия
Район и улица названы так потому, что ранее на этой территории находилось село Дегунино. В селе Дегунино, просуществовавшем до начала 1960-х годов, улица носила название Главная.

## Расположение
Начинается от Пяловской улицы, пересекает Проектируемый проезд № 6190, соединяющий улицу с Путейской улицей, Проектируемые проезды № 6191, 6193, 6194, соединяющие улицу с Коровинским шоссе, Проектируемый проезд № 6195, соединяющий улицу с улицей Ивана Сусанина, и заканчивается примыканием к Коровинскому шоссе.

## Транспорт
По Дегунинской улице общественный транспорт не проходит. В 400 метрах от начала улицы в направлении Коровинского шоссе располагается станция метро «Селигерская».

## Здания и сооружения
Чётная сторона
- № 2 — лицей № 1594.
- № 2 к. 2 — общежитие Главмоспромстроя.
- № 8а — детская поликлиника САО № 79.
- № 10к1 — 22-этажная жилая новостройка (ЖК "Дуэт").
- № 18 — школа № 660.
- № 18а — храм святых мучеников и страстотерпцев Бориса и Глеба в Дегунине (1863—1866, архитектор В. О. Грудзин)
- № 24 — детский сад № 802 (комбинированного вида).
- № 26 к. 1 — начальная школа — детский сад № 1608.

Нечётная сторона
- № 1 к. 1 — управа района САО Дегунино Западное, Управление социальной защиты населения района Западное Дегунино, САО Коптевская межрайонная прокуратура (Коптево, Тимирязевский).
- № 1 к. 3 — Научно-исследовательский и проектно-технологический институт статистической информационной системы Федеральной службы государственной статистики ФГУП.
- № 3 к. 2 — магазин «Утконос».
- № 13 — магазин «Лента».
- № 13а — детский сад № 1278.
- № 17 — Сбербанк России — отделение № 9038/01459.
- № 17а — центр образования № 1884.
- № 21 — детский сад № 2668.